# Солнце во славе
«Солнце во славе» (англ. The Sunne in Splendour) — исторический роман американской писательницы Шэрон Кей Пенман о Ричарде III, впервые опубликованный в 1982 году.

## Сюжет и история текста
Действие романа происходит в Англии XV века, в эпоху Войны Алой и Белой розы. Его главный герой — Ричард III. В начале книги он семилетний мальчик, позже становится младшим братом короля, а в 1483 году захватывает престол; спустя два года Ричард погибает в битве при Босворте. Пенман изобразила его как положительного персонажа: для неё образ Ричарда, сложившийся в современной культуре, — доказательство того, что историю пишут победители.
«Солнце во славе» — первый роман Пенман. Работа над ним началась в студенческие годы. Когда роман был почти закончен, неизвестные похитили рукопись из автомобиля. После этого Пенман не писала 5 лет, но в конце концов она воссоздала книгу. «Солце во славе» было тепло встречено как читателями, так и критиками, и Пенман сразу была признана восходящим светилом художественной исторической литературы.